# Adoração dos Reis Magos (Garofalo)
Adoração dos Reis Magos é um óleo sobre painel de 1530 do artista renascentista italiano Benvenuto Tisi, dito Garofalo, na coleção do Rijksmuseum.
A Adoração dos Reis Magos (do título da seção em latim da Vulgata, A Magis adoratur) é o nome tradicionalmente dado ao tema cristão parte da Natividade, no qual os três reis magos, representados como reis vindos do oriente, tendo encontrado Jesus ao seguir a estrela de Belém, colocam aos pés do Menino Jesus presentes de ouro, incenso e mirra. Eles também o adoram como "rei dos judeus". Este evento foi relatado em Mateus 2:11.
Esta pintura de Garofalo tem sido considerada um dos destaques da coleção desde que foi adquirida em 1823 por Guilherme I dos Países Baixos do espólio de Edmund Bourke em Paris e dada ao museu Trippenhuis. Ela foi incluída em todos os destaques dos catálogos do Rijksmuseum desde então.